# Gmina Storfors
Gmina Storfors (szw. Storfors kommun) – gmina w Szwecji, w regionie Värmland, z siedzibą w Storfors.
Pod względem zaludnienia Storfors jest 280. gminą w Szwecji. Zamieszkuje ją 4569 osób, z czego 49,33% to kobiety (2254) i 50,67% to mężczyźni (2315). W gminie zameldowanych jest 204 cudzoziemców. Na każdy kilometr kwadratowy przypada 11,6 mieszkańca. Pod względem wielkości gmina zajmuje 203. miejsce.